# Crypturellus brevirostris
Crypturellus brevirostris là một loài chim trong họ Tinamidae.